# KF Ferizaj
KF Ferizaj kosovski je nogometni klub iz Uroševca (albanski: Ferizaj). U sezoni 2024./25. natječe se u Superligi Kosova, najvišem rangu kosovskog nogometnog sustava.
Dok se natjecao u jugoslavenskim nogometnim ligama bio je poznat kao FK Borac Uroševac.

## Povijest
Klub je osnovan 1923. godine kao Borci i jedan je od najstarijih aktivnih klubova na Kosovu.
Ferizaj je 7. srpnja 2019. organizirao konferenciju za medije na kojoj je objavljeno da su engleski i domaći investitori postali novo vodstvo kluba. Među investitorima je i bivši napadač engleske reprezentacije, Brian Deane, koji posjeduje 50 % dionica kluba.

## Uspjesi
Liga e Parë (2. rang)
- prvak: 2012./13., 2021./22., 2023./24

Kup Kosova
- finalist: 2011./12., 2012./13.

## Vanjske poveznice
- Službene stranice kluba